# ロハ (エクアドル)

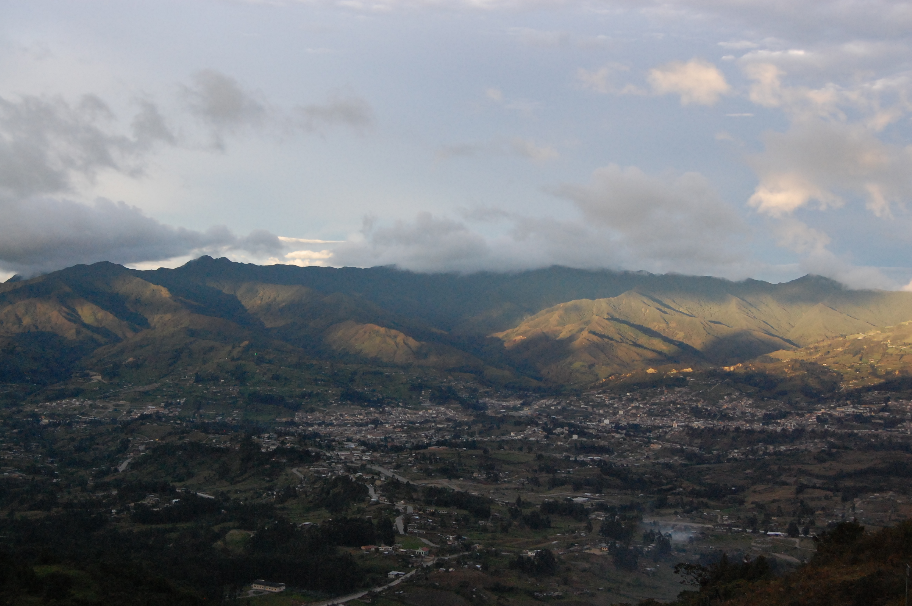
ロハ市

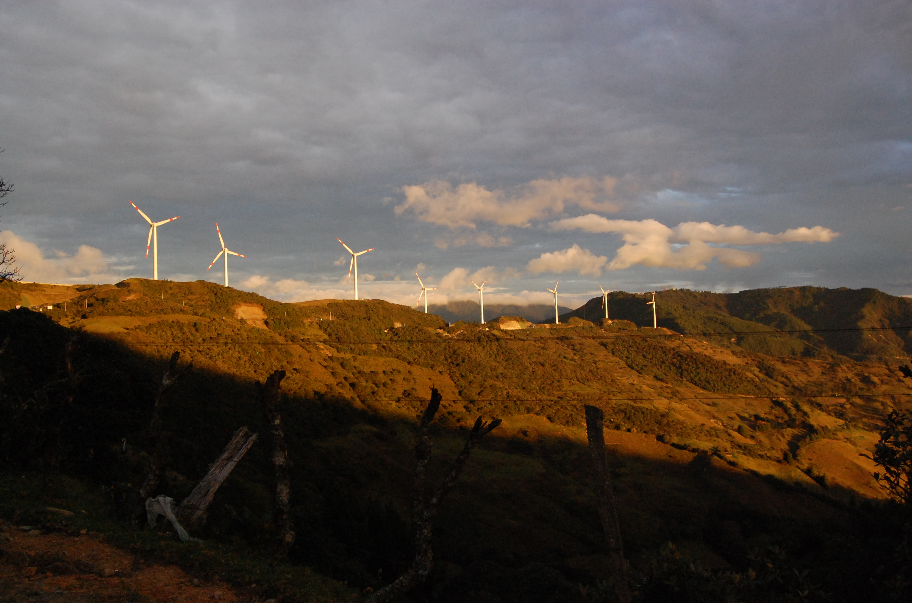
ロハ近郊の風力発電所

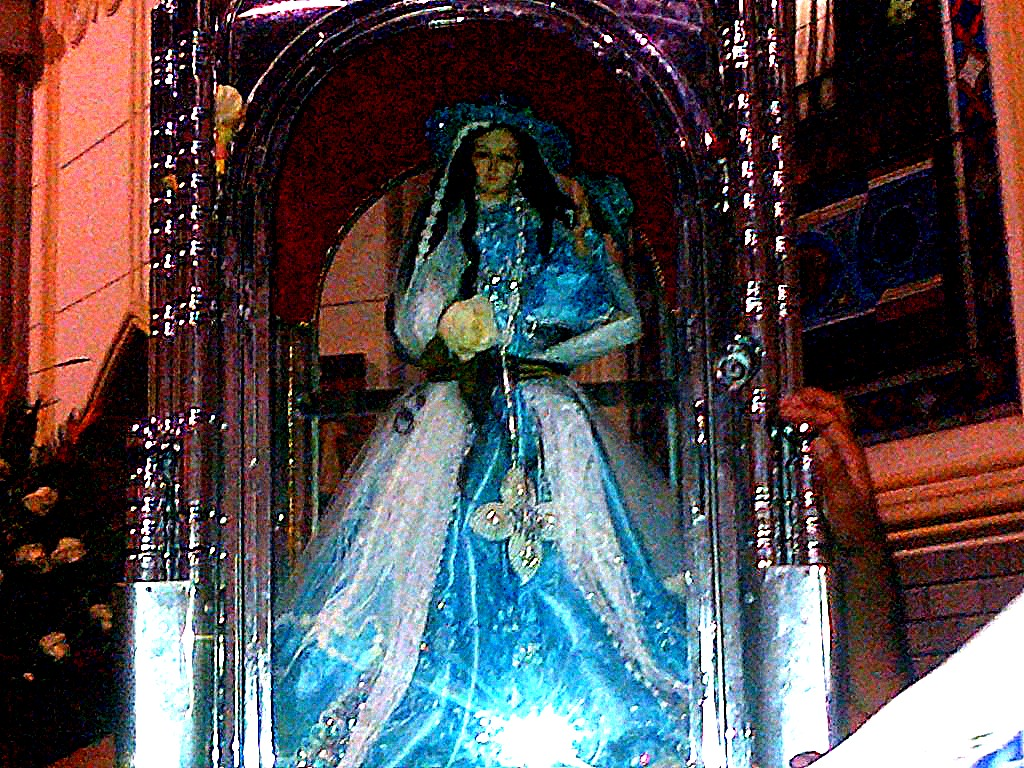
処女エル・シスネ

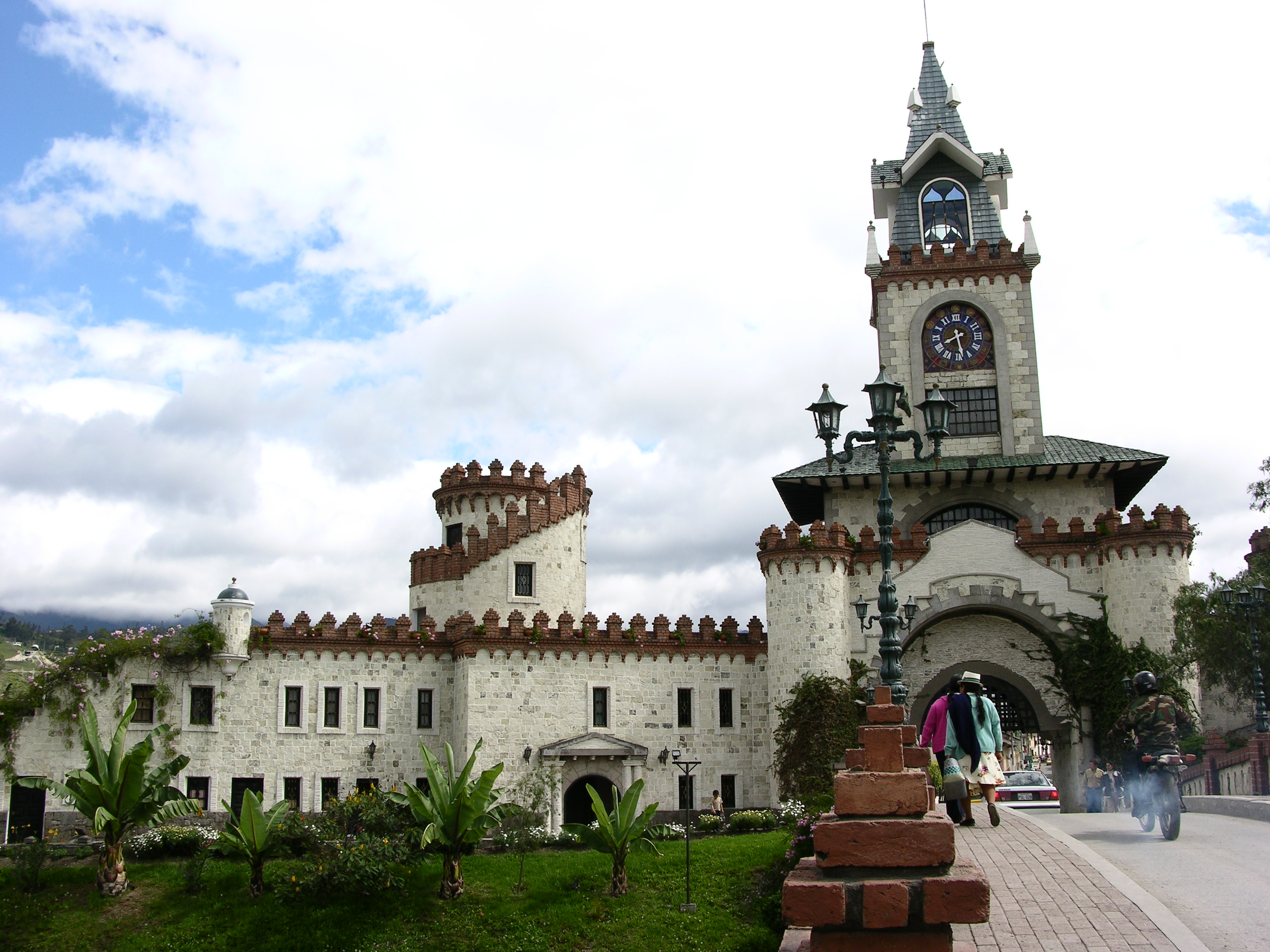
ロハ門

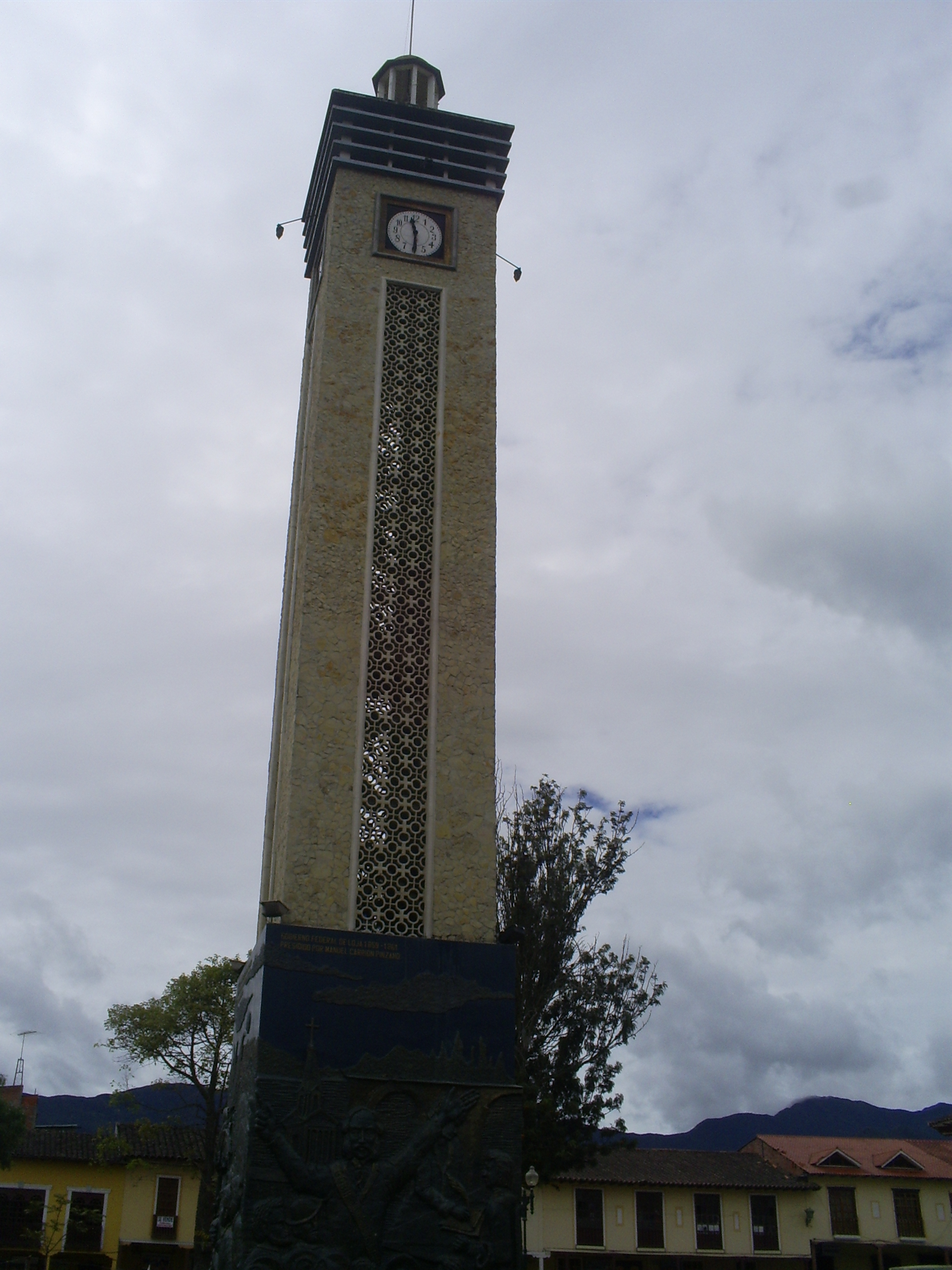
サン・セバスチャン広場の独立記念碑

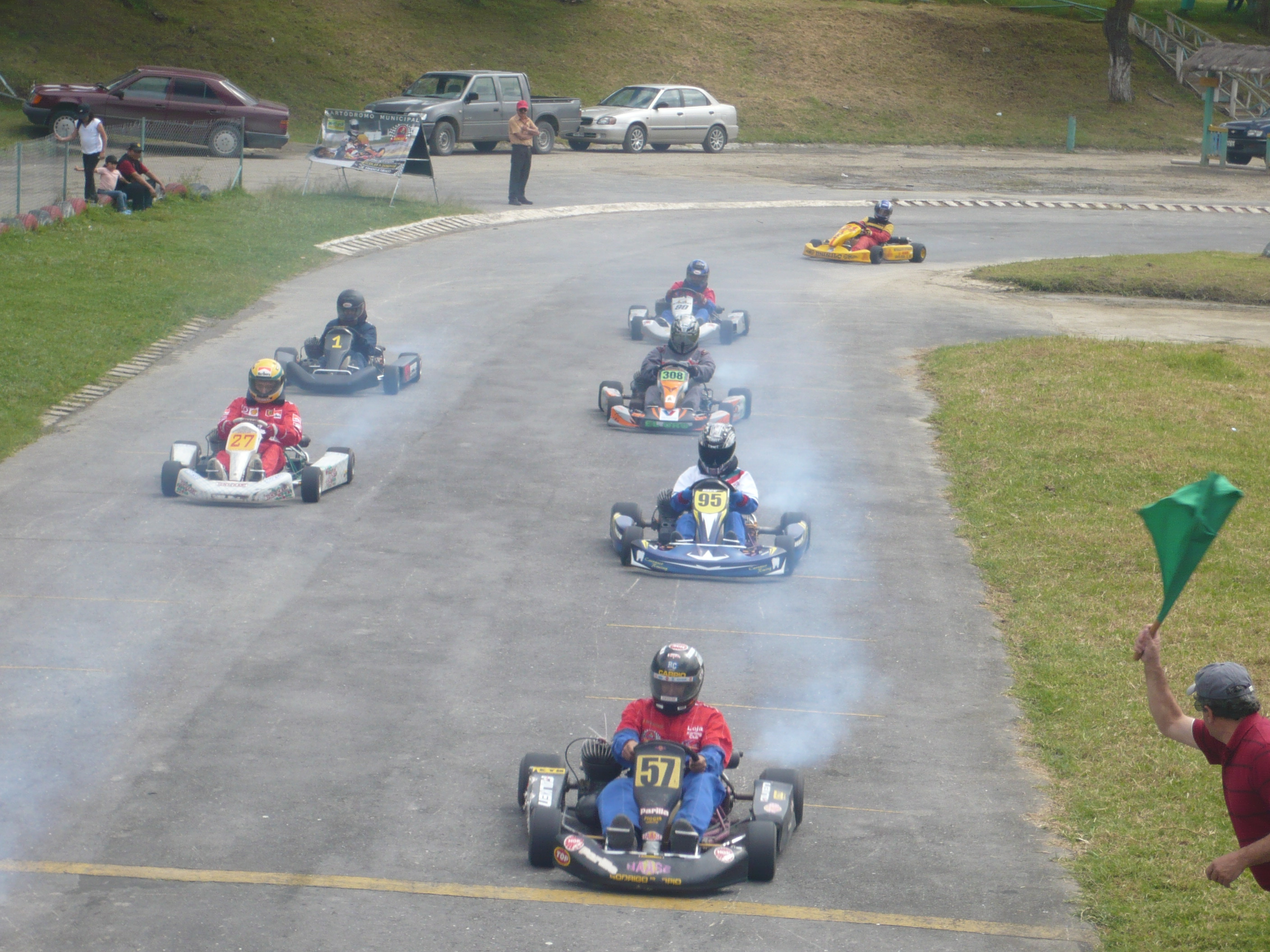
市営カート競技場

ロハ（スペイン語: Loja）は、エクアドル南部のロハ県の県都。正式名称はシウダー・デ・ラ・インマクラーダ・コンセプシオーン・デ・ロハ（スペイン語: Ciudad de la Inmaculada Concepción de Loja、「無原罪の御宿りのロハ市」の意）。
2010年の人口は17万280人で、国内9位。音楽と文化の首都として知られる。

## 人口
- 1982年11月28日：7万1652人
- 1990年11月25日：9万4305人
- 2001年11月25日：11万8532人
- 2010年11月28日：17万280人

## 歴史
1548年、スペイン帝国のアロンソ・デ・メルカディージョ陸軍元帥が建設し、彼の故郷であるロハ市に因んで名付けた。アマゾン盆地のエル・ドラード探索の拠点だった。
1820年11月18日、大コロンビアの一部としてスペインから独立した。統一運動の中で、シモン・ボリバルが訪れた。
1890年代、水力発電によって、国内で初めて電気が通った。

## 地理
クヒバンバ氷河の終点に位置する。
湿ったアマゾン盆地とペルーのセチュラの間に位置し、パラモや雲霧林、ジャングルが広がる。
ポドカルプス国立公園のカヤヌマ門はロハから数分である。
サモラ川とマラカトス川が流れる。

## 気候
| ロハの気候                                                     | ロハの気候   | ロハの気候    | ロハの気候    | ロハの気候   | ロハの気候   | ロハの気候   | ロハの気候   | ロハの気候   | ロハの気候   | ロハの気候   | ロハの気候   | ロハの気候   | ロハの気候     |
| 月                                                             | 1月          | 2月           | 3月           | 4月          | 5月          | 6月          | 7月          | 8月          | 9月          | 10月         | 11月         | 12月         | 年             |
| -------------------------------------------------------------- | ------------ | ------------- | ------------- | ------------ | ------------ | ------------ | ------------ | ------------ | ------------ | ------------ | ------------ | ------------ | -------------- |
| 平均最高気温 °C （°F）                                         | 23 (73)      | 22 (72)       | 23 (73)       | 23 (73)      | 23 (73)      | 22 (72)      | 22 (72)      | 22 (72)      | 23 (73)      | 24 (75)      | 24 (75)      | 24 (75)      | 22.9 (73.2)    |
| 平均最低気温 °C （°F）                                         | 8 (46)       | 8 (46)        | 7 (45)        | 8 (46)       | 7 (45)       | 7 (45)       | 7 (45)       | 6 (43)       | 7 (45)       | 6 (43)       | 5 (41)       | 6 (43)       | 6.8 (44.4)     |
| 雨量 mm （inch）                                               | 91.8 (3.614) | 113.1 (4.453) | 126.9 (4.996) | 87.8 (3.457) | 55.3 (2.177) | 57.0 (2.244) | 57.7 (2.272) | 47.1 (1.854) | 47.1 (1.854) | 72.7 (2.862) | 58.7 (2.311) | 77.3 (3.043) | 892.5 (35.137) |
| 平均降雨日数 （≥1.0 mm）                                       | 14           | 15            | 16            | 13           | 11           | 10           | 10           | 9            | 8            | 11           | 8            | 11           | 136            |
| 平均月間日照時間                                               | 124          | 113           | 124           | 120          | 155          | 150          | 155          | 155          | 150          | 155          | 180          | 155          | 1,736          |
| 出典1：Loja Climate Guide                                      |              |               |               |              |              |              |              |              |              |              |              |              |                |
| 出典2：Climatological normals of Loja (rainfall and rain days) |              |               |               |              |              |              |              |              |              |              |              |              |                |

## 交通
- パンアメリカンハイウェイが通る。
- 最寄空港：カタマヨ市空港（英語版）

## 催事
- 5月30日～8月15日：処女エル・シスネ（英語版）の巡礼
- 6月25日：ロハ県設置記念日
- 9月1日～9月15日：エクアドル・ペルー国境統合祭
- 11月1日：処女エル・シスネ帰還祭
- 11月18日：ロハ独立記念日
- 12月8日：ロハ建設記念日

## スポーツ
- L.D.U.ロハ（英語版）：サッカー

## 著名人
- アレハンドロ・キャリオン（英語版）：1915年～1992年。詩人、小説家、報道員。
- イシドロ・アヨラ（英語版）：1879年～1978年。1926年～1931年まで大統領を務めた。
- エドゥアルド・キングマン（英語版）：1913年～1997年。芸術面で先住民運動を起こした。
- ベンジャミン・キャリオン（英語版）：1897年～1979年。作家、外交官、文化推進者。「文化の家」創設者。